# 野末町
野末町（のずえちょう）は、愛知県名古屋市緑区の町名。丁番を持たない単独町名である。住居表示未実施。

## 地理
名古屋市緑区の南部に位置し、北に桶狭間切戸、他は大府市と接する。

## 歴史

### 町名の由来
有松町大字桶狭間の小字名「野末」による。『尾張徇行記』によると、字名「野末」とは江戸時代の田園の代表的な地名であるという。

### 沿革
- 1989年（平成元年）10月8日 - 緑区有松町大字桶狭間の一部より、同区野末町が成立[7]。
- 2009年（平成21年）11月7日 - 有松町大字桶狭間（字畔道・半ノ木・又八山・山脇）の一部を編入[8]。

## 世帯数と人口
2019年（平成31年）3月1日現在の世帯数と人口は以下の通りである。
| 町丁   | 世帯数 | 人口 |
| ------ | ------ | ---- |
| 野末町 | 14世帯 | 21人 |

## 学区
市立小・中学校に通う場合、学校等は以下の通りとなる。また、公立高等学校に通う場合の学区は以下の通りとなる。
| 番・番地等 | 小学校               | 中学校               | 高等学校 |
| ---------- | -------------------- | -------------------- | -------- |
| 全域       | 名古屋市立南陵小学校 | 名古屋市立有松中学校 | 尾張学区 |

## 交通
- 国道23号（名四国道）

## その他

### 日本郵便
- 郵便番号 : 458-0915[3]（集配局：緑郵便局[11]）。